# تاريخ الفلسطينيين في لوس أنجلوس
تحتوي مقاطعة لوس أنجلوس على مجتمع من الأمريكيين الفلسطينيين.

## التاريخ
حدثت الموجة الأولى من الهجرة الفلسطينية إلى الولايات المتحدة في عام 1908 عندما بدأت الإمبراطورية العثمانية في فرض الخدمة العسكرية على الفلسطينيين. حدثت الموجة الثانية في عام 1948 بعد أن تسببت الحرب العربية الإسرائيلية في مغادرة العديد من الفلسطينيين لمنازلهم. حدثت الموجة الثالثة والأكبر في عام 1967 نتيجة لحرب الأيام الستة في إسرائيل. على الرغم من أن غالبية المهاجرين الفلسطينيين استقروا على الساحل الشرقي، إلا أن الفرص الاقتصادية جلبت تجمعات كبيرة من الفلسطينيين إلى لوس أنجلوس.

## التركيبة السكانية
لا توجد أرقام موثوقة للهجرة أو التعداد السكاني للأمريكيين الفلسطينيين. إن إحصاء الفلسطينيين الأمريكيين معقد بسبب عدم وجود صندوق أصول شرق أوسطي للتحقق من استمارات التعداد، مما دفع غالبية الفلسطينيين إلى الإبلاغ عن أنفسهم على أنهم "بيض". يُقدَّر عدد سكان الشتات الفلسطيني في كاليفورنيا بنحو 57,222 نسمة (بعد تعديل العدد الناقص)، يعيش حوالي 15,000 منهم في مقاطعة لوس أنجلوس. ينحدر معظم الفلسطينيين المولودين في الخارج في مقاطعة لوس أنجلوس من آسيا والشرق الأوسط، تليها أمريكا اللاتينية.

## التمييز
في سبعينيات القرن العشرين، وقعت سلسلة من الهجمات الإرهابية ضد نشطاء ومؤسسات فلسطينية أمريكية بارزة، وبلغت ذروتها في مقتل الناشط المناهض للتمييز أليكس عودة في سانتا آنا في عام 1985. وفي العام 1987، اعتقل ثمانية فلسطينيين في لوس أنجلوس. اتهموا بموجب قانون قديم مناهض للشيوعية يسمى قانون ماكاران والتر الذي اتهمهم "بدعم منظمة تدعو إلى الشيوعية العالمية" لارتباطهم المحتمل بالجبهة الشعبية لتحرير فلسطين. وفقا للاتحاد الأمريكي للحريات المدنية، فإن الثمانية "حوكموا بسبب أفكار ومعتقدات وأفكار مجلة لم يكن أي منهم كتابا أو محررا لها".

## الاقتصاد
اعتبارًا من عام 2010، كان هناك 1793 فلسطينيا فوق سن 16 عاما يعيشون في منطقة مقاطعة لوس أنجلوس، 65% منهم كانوا في القوى العاملة (يعملون أو يبحثون عن عمل). كان معدل البطالة في هذا الوقت 2.8%: أقل بكثير من المتوسط الوطني للولايات المتحدة الأمريكية. يعمل غالبية الفلسطينيين في لوس أنجلوس في القطاع الخاص (65% من العمال)، مع 18.4% يعملون لدى الحكومة و 10.2% يعملون لحسابهم الخاص. يوظف قطاع الإدارة والأعمال والعلوم والفنون أعلى نسبة من الفلسطينيين في لوس أنجلوس، تليها المبيعات والعمل المكتبي. استنادا إلى إجمالي 893 أسرة مدرجة في بيانات تعداد الولايات المتحدة لعام 2010، بلغ متوسط دخل الأسرة للفلسطينيين في مقاطعة لوس أنجلوس 96,729 دولارا: وهو أعلى من المتوسط الوطني للولايات المتحدة الأمريكية.

## التعليم
غالبية الفلسطينيين في لوس أنجلوس الملتحقين بالمدارس يلتحقون بالمدارس الابتدائية، تليها الدراسات العليا والكلية. 46.8% من الشتات الفلسطيني في لوس أنجلوس الذين تزيد أعمارهم عن 25 عاما يحملون درجة البكالوريوس أو أعلى و 89.6% متعلمون حتى مستوى المدرسة الثانوية أو أعلى.

## المؤسسات
لدى الشتات الفلسطيني في لوس أنجلوس مجموعة متنوعة من المنظمات والمجموعات المؤسسية.
تشمل المنظمات السياسية التي لها فروع في لوس أنجلوس: العودة، المكرسة لحق العودة الفلسطيني، وجمعية النساء الفلسطينيات الأمريكيات، التي تعمل على تمكين وتعليم النساء والأطفال العرب الأمريكيين، والمسلمون الأمريكيون من أجل فلسطين، التي تعمل على تثقيف الناس حول فلسطين من أجل تحفيز التغييرات في السياسة الخارجية الأمريكية فيما يتعلق بفلسطين.
يوجد في مقاطعة لوس أنجلوس أيضا منظمات إغاثة إنسانية مثل: إغاثة الأطفال الفلسطينيين، وهي منظمة غير ربحية تركز على توفير الإغاثة الطبية والمساعدات للفلسطينيين الأصغر سنا في الشرق الأوسط، والإغاثة الإسلامية التي تقدم المساعدات الإنسانية للمجتمعات بعد الكوارث.